# Привольный (Белореченский район)
Приво́льный — хутор в Белореченском районе Краснодарского края России. Входит в состав Школьненского сельского поселения.

## Географическое положение
Расположен в 5 км от центра поселения и в 13 км от районного центра.

## Население
| 2002 | 2010 |
| ---- | ---- |
| 179  | ↗212 |

## Улицы
- ул. Полевая,
- ул. Степная,
- ул. Центральная[5].